# كارل جيس
كارل جيس (بالإنجليزية: Carl Jess)‏ هو عسكري أسترالي، ولد في 16 فبراير 1884 في بنديجو في أستراليا، وتوفي في 16 يونيو 1948 في ملبورن في أستراليا.